# Binge (EP)
Binge es el segundo EP del rapero estadounidense Machine Gun Kelly. Fue lanzado el 21 de septiembre de 2018 a través de Bad Boy Records e Interscope Records. El EP incluye el sencillo "Rap Devil", un tema dirigido a Eminem.

## Lista de canciones
| Binge |                           |               |          |  |
| N.º   | Título                    | Producer(s)   | Duración |  |
| 1.    | «Long Time Coming»        | SlimXX        | 1:02     |  |
| 2.    | «Loco»                    | SlimXX        | 2:37     |  |
| 3.    | «GTS»                     | SlimXX        | 2:22     |  |
| 4.    | «Rap Devil»               | Ronny J       | 4:41     |  |
| 5.    | «Nylon»                   | JP Did This 1 | 1:48     |  |
| 6.    | «Lately»                  | Ronny J       | 3:15     |  |
| 7.    | «Signs» (featuring 24hrs) | Hit-Boy       | 2:46     |  |
| 8.    | «Get the Broom»           | C.N.O.T.E.    | 2:32     |  |
| 9.    | «Live Fast Die Young»     | SlimXX        | 3:14     |  |

## Posicionamiento en lista
| Lista (2018)                            | Posiciones |
| --------------------------------------- | ---------- |
| Australian Albums (ARIA)                | 62         |
| Bélgica (Ultratop flamenca)             | 98         |
| Canadá (Billboard Canadian Albums)      | 17         |
| Países Bajos (Album Top 100)            | 117        |
| Finlandia (Suomen Virallinen Lista)     | 47         |
| Nueva Zelanda (Recorded Music NZ)       | 39         |
| Estados Unidos (Billboard 200)          | 24         |
| Estados Unidos (Top R&B/Hip-Hop Albums) | 16         |